# Geogenanthus poeppigii
Geogenanthus poeppigii é uma espécie de planta angiospérmica monocótiledónea pertencente à família das comelináceas. Dentro da circunscrição atual, o gênero Geogenanthus possui três espécies, incluindo G. ciliatus e G. rhizanthus. Esta espécie foi nomeada a partir do naturalista e professor acadêmico alemão do século XIX, Eduard Friedrich Poeppig. Geogenanthus undatus e Geogenanthus wittianus são sinônimos desatualizados para G. poeppigii.

## Etimologia
O epíteto específico desta espécie, poeppigii, foi nomeado em homenagem ao naturalista que descreveu-a pela primeira vez, o professor acadêmico alemão Eduard Friedrich Poeppig (1798-1868). Esta espécie, nos países de língua inglesa, recebe o nome vernáculo de 'seersucker plant' (lit. planta-anarruga), em referência à suas paridades com o tecido de mesmo nome.

## Sistemática
Geogenanthus poeppigii pertence ao gênero Geogenanthus da família de plantas floridas Commelinaceae. Commelinaceae é uma família bem definida que possui 41 gêneros e em torno de 650 espécies. G. poeppiggi se encontra locado na subtribo Dichorisandrinae, dentro da tribo Tradescantieae. Tradescantieae se constitui de 7 subtribos e a subtribo Dichorisandrinae consiste de 5 géneros do novo mundo e em torno de 51 espécies. Os 5 gêneros são divididos em dois grupos monofiléticos. Dichorisandra, Siderasis, Geogenanthus são um dos grupos monofiléticos, enquanto o segundo grupo inclui os gêneros Cochliostema e Plowmanianthus. A subtribo Dichorisandrinae apresenta diversas variações morfológicas e ecológicas dentro de suas divisões. Todos os membros da subtribo compartilham um cariótipo similar de 19 grandes cromossomos. O gênero Geogenanthus se distingue por um complexo estomatal particular de seis células e por inflorescências basais axiais. Uma análise de sequências de DNA indicam que Geogenanthus está intimamente relacionado ao gênero Plowmanianthus seguido por Cochliostema. As raízes de Geogenanthus são tuberosas e penetram o solo, diferindo o gênero de seus parentes próximos. Análises de características morfológicas de Commelinaceae indicam que Geogenanthus é intimamente relacionado com Dichoriscantieae e Siderasis, porém Geogenanthus está colocado como um grupo irmão para Dichoriscantieae e Siderasis no cladograma feito a partir de morfologia combinada e de análises sequenciais, com alta valorização inicial apoiando o posicionamento.
Baseando-se nas estimativas de origem e diversificação da ordem Commelinales, que presumivelmente ocorreram dentro do período Cretáceo mediano ou superior, ou seja, entre 123 e 66 milhões de anos atrás, pode-se estimar aproximadamente que Geogenanthus pode ter surgido há cerca de 66 milhões de anos atrás.

## Distribuição
Esta espécie é nativa da Floresta Amazônica, contendo ocorrências documentadas nas planícies distribuídas pelo Peru e oeste do Brasil, sendo tipicamente encontrada no solo das florestas tropicais pluviais primárias.

## Morfologia
A parte inferior da folha é púrpura e o topo de suas folhas são esverdeados com listras verdes mais intensas. A superfície, como um todo, apresenta um aspecto "franzido"; enfatizando o nome vernáculo "seersucker plant". Esta planta é, particularmente, única, visto que suas cimeiras ascendem dos nós mais inferiores, que, majoritariamente, aparentam estar crescendo direto do solo. Os três estames superiores são preenchidos e os três ao fundo são mais longos e suaves. Os nós e internós sobressaem do tronco. O tronco da planta é coberto em pequenos tricomas acastanhados e, dentro, as plantas possuem um rizoma curto e ramificado.

## Usos
Esta espécie é adaptável a ambientes de pouca luz, tornando-a preferível como planta doméstica. Também possui preferência por umidade, e, quando encontrada em um vaso, não deve ser deixada sem água por longos períodos de tempo.

## Horticultura
Aconselha-se luz solar intensa e indireta. Também, como outras espécies relacionadas, estas plantas não florescem ou liberam suas sementes deliberadamente, então, usualmente, pratica-se a poda do tronco como meio de propagação desta espécie.